# Yang di-Pertuan Agong
Yang di-Pertuan Agong er det malaysiske statsoverhoveds titel og betyder "øverste hersker" på malaysisk.
Yang di-Pertuan Agong vælges af og blandt de ni fyrstelige herskere i Malaysias delstater. Titlen går på tur mellem herskerne i denne rækkefølge:
1. Negeri Sembilans Yang Dipertuan Besar (selv en valgt monark)
2. Sultanen af Selangor
3. Rajaen af Perlis
4. Sultanen af Terengganu
5. Sultanen af Kedah
6. Sultanen af Kelantan
7. Sultanen af Pahang
8. Sultanen af Johor
9. Sultanen af Perak

## Hidtidige herskere
Disse herskere har indtil nu været Yang di-Pertuan Agong:
1. Tuanku Abdul Rahman ibni Almarhum Tuanku Muhammad af Negeri Sembilan, f. 1895, herskede 1957-1960, døde 1. april 1960.
2. Sultan Hisamuddin Alam Shah Al-Haj ibni Almarhum Sultan Alaeddin Sulaiman Shah af Selangor, f. 1898, herskede 1960, døde 1. september 1960.
3. Tuanku Syed Putra ibni Almarhum Syed Hassan Jamalullail af Perlis, f. 1920, herskede 1960-1965, døde 2000
4. Sultan Ismail Nasiruddin Shah ibni Almarhum Sultan Zainal Abidin III af Terengganu, f. 1907, herskede 1965-1970, døde 1979
5. Tuanku Al-Mutassimu Billahi Muhibbudin Sultan Abdul Halim Al-Muadzam Shah ibni Almarhum Sultan Badlishah af Kedah, f. 1927, herskede 1970-1975 og igen i 2011 - 2016, døde 11. september 2017.
6. Sultan Yahya Petra ibni Almarhum Sultan Ibrahim Petra af Kelantan, f. 1917, herskede 1975-1979, døde 29. marts 1979
7. Sultan Haji Ahmad Shah Al-Mustain Billah ibni Almarhum Sultan Sir Abu Bakar Riayatuddin Al-Muadzam Shah af Pahang, f. 1930, herskede 1979-1984
8. Baginda Almutawakkil Alallah Sultan Iskandar Al-Haj ibni Almarhum Sultan Ismail af Johor, f. 1932, herskede 1984-1989
9. Sultan Azlan Muhibbudin Shah ibni Almarhum Sultan Yusuff Izzudin Shah Ghafarullahu-lahu af Perak, f. 1928, herskede 1989-1994 døde 28. maj 2014
10. Tuanku Jaafar ibni Almarhum Tuanku Abdul Rahman af Negeri Sembilan, f. 1922, herskede 1994-1999
11. Sultan Salahuddin Abdul Aziz Shah ibni Almarhum Sultan Hisamuddin Alam Shah Al-Haj af Selangor, f. 1922, herskede 1999-2001, døde 21. november 2001
12. Tuanku Syed Sirajuddin af Perlis, f. 1943, herskede fra 13. december 2001 til 12. december 2006.
13. Tuanku Mizan Zainal Abidin af Terengganu, f. 1962, regerede fra 13. december 2006 til 12. december 2011.
14. Abdul Halim af Kedah, f. 1927, regerede første gang i 1970-1975 og anden gang fra 13. december 2011 til 12. december 2016, døde 11. september 2017.
15. Muhammad V af Kelantan, f. 1969, regerede fra 13. december 2016 til 6. januar 2019 (abdicerede)
16. Abdullah af Pahang, f. 1959, har regeret siden 31. januar 2019